# Drake Doremus
Pour les articles homonymes, voir Dorémus.
Drake Doremus, est un réalisateur américain né le 29 mars 1983 à Orange, Californie (États-Unis). Il a notamment réalisé Like Crazy, avec lequel il  remporte le Grand prix du Jury du Sundance Film Festival en 2011.

## Biographie
En 2011, il réalise son premier long-métrage, À la folie (Like Crazy) avec Anton Yelchin, Felicity Jones et Jennifer Lawrence.

En 2015, il réalise Equals avec Nicholas Hoult et Kristen Stewart.

## Filmographie

### Comme réalisateur
- 2006 : The Shirt (court-métrage)
- 2006 : Two (court-métrage)
- 2006 : Moonpie
- 2009 : Spooner
- 2010 : Douchebag (en)
- 2011 : À la folie (Like Crazy)
- 2012 : The Beauty Inside (série télévisée)
- 2013 : Défendu (Breathe In)
- 2015 : Equals
- 2017 : Newness (aussi producteur)
- 2018 : Zoe (aussi producteur)
- 2019 : Love Again (Endings, Beginnings) (aussi producteur)

### Comme scénariste
- 2006 : The Shirt (court-métrage)
- 2006 : Moonpie
- 2009 : Spooner
- 2010 : Douchebag (en), de lui-même
- 2010 : J'ai bientôt 100 ans, de lui-même[réf. nécessaire]
- 2011 : À la folie (Like Crazy), de lui-même
- 2012 : Destinée (court-métrage)
- 2013 : Défendu (Breathe In)
- 2015 : Equals
- 2019 : Love Again (Endings, Beginnings)

### Comme acteur
- 2006 : Mourning After (court-métrage)

## Distinctions
- Grand prix du Jury - Sundance Film Festival 2011